# Johann Puch

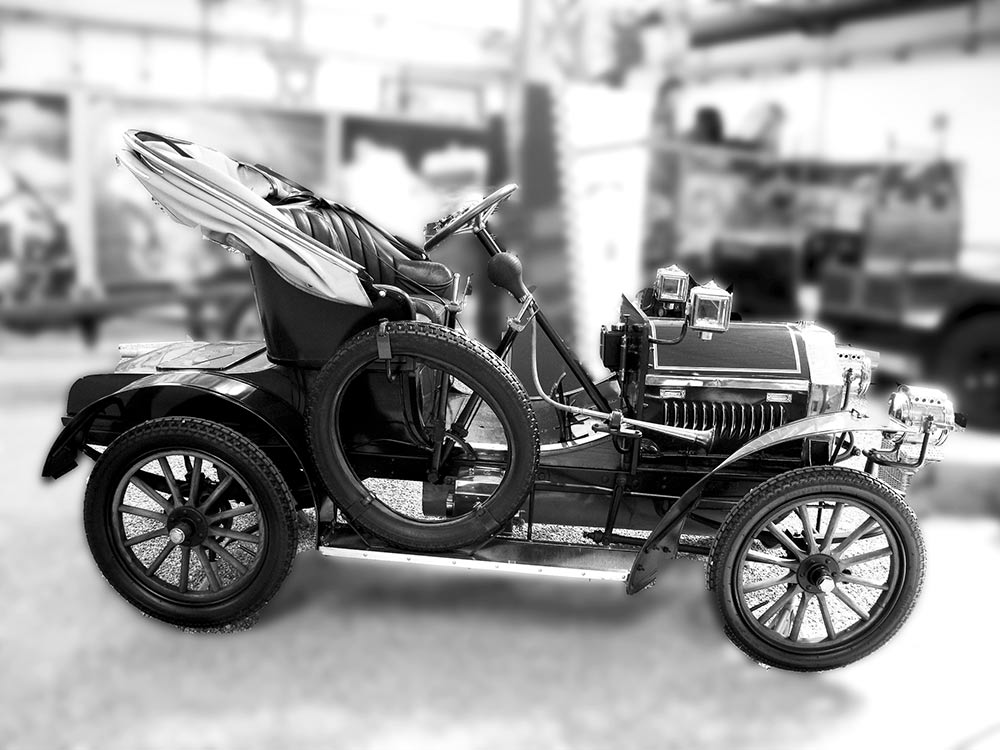
A Puch Voiturette 1906-ból

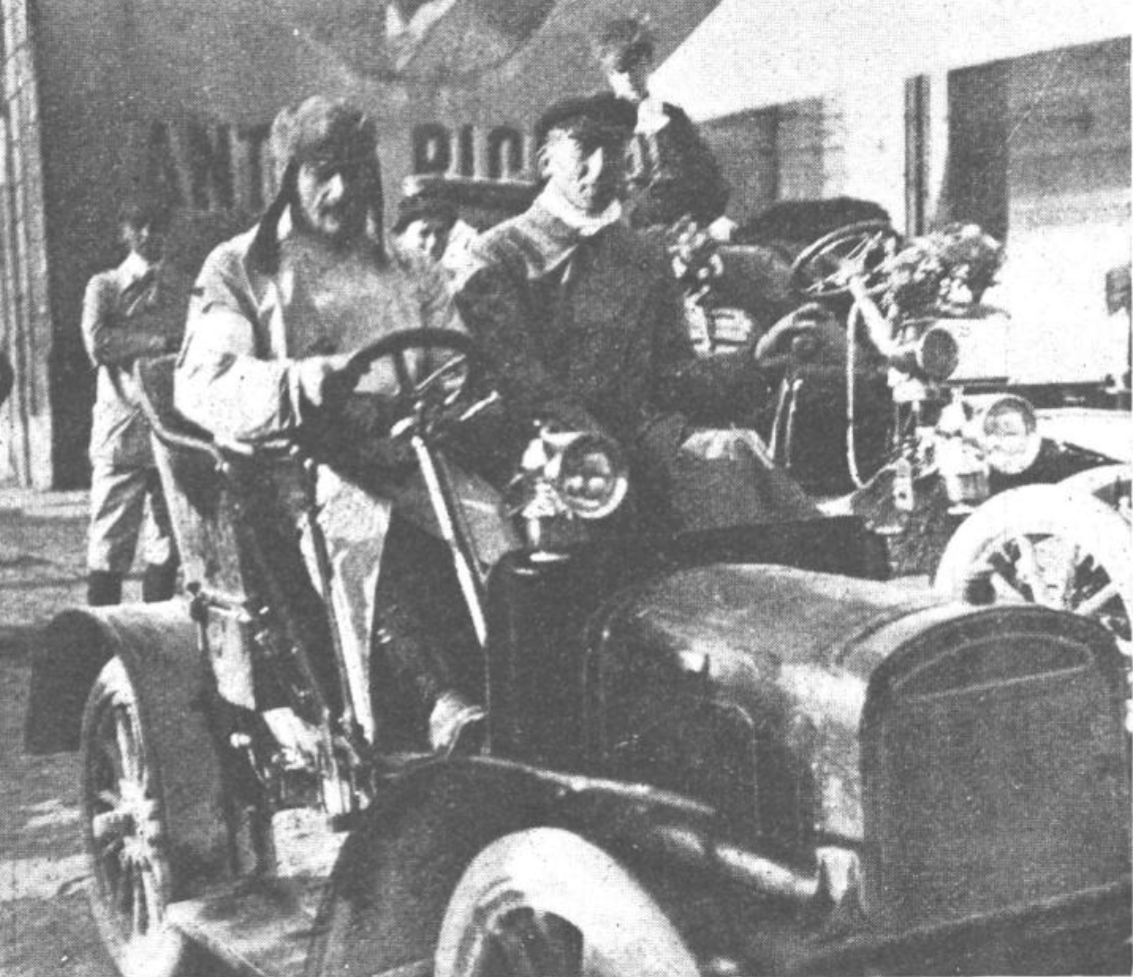
A Puch Voiturette Johann Puch-hal a volánnál 1906-ban

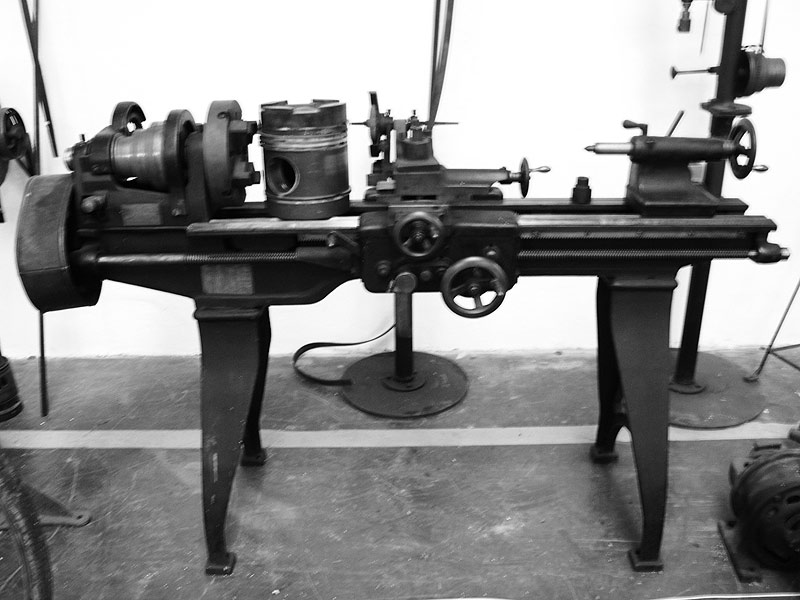
Ezen a grazi Reinerhofban fellelt esztergapadon dolgozott maga Puch is

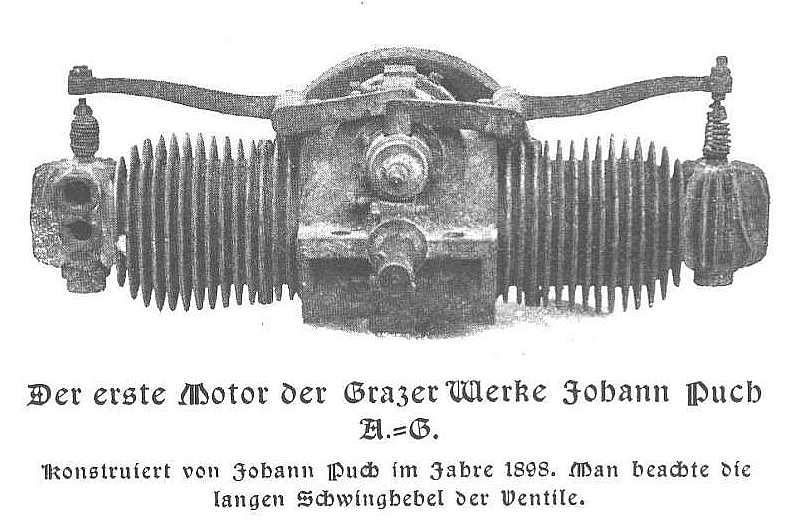
Ezt a kéthengeres bokszermotort Puch 1898-ban fejlesztette ki

Johann Puch, szlovénül Janez Puh, (Sakušak, Alsó-Stájerország, 1862. június 27. – Zágráb, 1914. július 19.) szlovén származású osztrák kézműves, iparos, a főként kerékpárokat és gépjárműveket előállító Puch-művek (Puch-Werke) alapítója.

## Ifjúsága és családja
Janez Puh egy szlovénajkú kisparaszti család hetedik gyermekeként született Alsó-Stájerország ma Szlovéniához tartozó részén. Nyolc évesen elhagyta a szülői házat és Fridauban (mai Ormož) egy molnárhoz szegődött segédnek. Tizenkét évesen Johann Kraner lakatosmesternél kezdte meg a tanulmányait Pettauban (mai Ptuj). A tanulmányai befejeztével 1877. február 21-én szerezte meg a végzettségét és kezdte meg vándorútját, melynek során megfordult Marburg an der Drauban (Mariborban) is. Anton Gerschack lakatosmesternél Bad Radkersburgban hosszabb ideig foglalkoztatták mesterlegényként. Katonai szolgálatát az erődtüzérség 6. nehéz tüzérezredénél teljesítette 1882 és 1885 között az Osztrák-Magyar Tüzérség állományában. Az ügyessége miatt Grazban a tartományi fegyvertárban (Landeszeughaus) is alkalmazták az ezred lakatosaként. 1885-ben rövid ideig a Lapp lakatosságnál (Schlosserei Lapp) állt alkalmazásban, onnan Matthias Almer és Franz Benesch kerékpárműhelyéhez (Graz, Wienerstraße 31.), majd Johann Luchscheider kerékpárműhelyéhez (Graz, Sackgasse 20.) került, hogy a bicikligyártás terén továbbképezze magát. A varró-, hengerlő- és mosógépműhelynél és a későbbi Graziosa Fahrradwerke Benedict Alblnál nyomon követte azoknak a kerékpárműhelyeknek a fejlődését, melyekből a grazi Meteor-Fahrradwerke létrejött. Puchot érdekelte az ügetés és a kutyatenyésztés, de kerékpárosként is aktív volt. Tagja volt a Grazer Radfahrer-Club csapatának. 1889. szeptember 18-án feleségül vette Maria Anna Reinitzhubert, tehetős támogatójának, Karl Reinitzhubernak a lányát.

## Első cégalapítása
1889-tól Victor Kalman magánzó társaságában több kerékpár-előállító üzemet felkeresett és ezt követően önállósította magát. Szintén 1889-ben utazott el Lipcsébe egy kerékpárkiállításra is, ami után átvette az angol Humber-művek automobilgyártó és a német Winklhofer & Jännicke (a későbbi Wanderer-művek) képviseletét. Több nekifutás után 1889. szeptember 25-én kapta meg a működési engedélyét az apósának a kertészetében berendezett kerékpárgyártó üzeme. Még ebben az évben előállították az első Puch-kerékpárt, ami egy „biztonsági kerékpár” (Sicherheitsniederrad – a mai modern kerékpárok elődje) volt és Styria (Stájerország latin megnevezése) márkanévvel futott. Már az 1890-es évek közepén túl kicsinek bizonyult a műhely, ezért Puch egyik partnerének pénzügyi támogatásával egy nagyobb épületbe költözött át. 1891-ben jegyeztették be a 34 alkalmazottat foglalkoztató „Johann Puch & Comp.“ kereskedelmi céget. A Styria számára az áttörést Franz Gerger kerékpárversenyző harmadik helyezése hozta el a Bécs-Berlin távolsági kerékpárversenyen 1893-ban. Puch kerékpárral érték el az első győzelmet a Párizs-Roubaix kerékpárversenyen (Josef Fischer) és Puch-hal állt szerződésben a többszörös velocipéd-bajnok és a Bécs-Berlin versenyeken induló Bruno Büchner is. A Styria kerékpárokat Angliába és Franciaországba is exportálták.
Johann Puch-nak 1893-ban megbetegedett a szíve és ezután jobban kímélnie kellett magát. Miután a kerékpárok iránti igény még mindig nagy volt, a bielefeldi Dürkopp gépgyár is csatlakozott hozzá kültagként. 1895-ben már 330 embert alkalmazott, akik évente mintegy 6000 kerékpárt állítottak elő. Ebben az évben sztrájkokra és véres tüntetésekre került sor, amiknek eredményeként a munkaidők lerövidültek és a bérek megemelkedtek. 1897-ben Puch az új partnereivel való nézeteltérései miatt kiszállt az időközben Johann Puch & Comp., Styria Fahrradwerke névre átkeresztelt cégéből – mely később a Styria-Fahrrad- und Dürkopp-Werke -A.G. aus Graz nevet vette fel – azzal a megkötéssel, hogy két évig nem alapíthat konkurens vállalkozást.

## Növekedés és a Puch-művek megalapítása
Puch azonban továbbra is szeretett volna járműveket építeni és a tiltást úgy kerülte meg, hogy megszerezte a Werner-féle kerékpárgyárat és az egyik munkatársának a neve alatt szerepeltette. 1899-ben az új vállalkozást Johann Puch – Erste steiermärkische Fahrrad-Fabriks-Actien Gesellschaft in Graz névvel regisztrálták be a cégjegyzékbe. A cég kerékpárok mellett motorkerékpárokat és 1906-tól automobilokat is gyártott sorozatban, melyek fejlesztésére Puch különösen nagy figyelmet fordított. Az első világháború alatt a cég az osztrák-magyar hadseregnek beszállítója volt. Még a háború kitörése előtt létrehozták a Puch-művek budapesti leányvállalatát, amit Johann testvére, Martin Puch vezetett.
1912-ig Puch vezérigazgatója volt a cégének, ebben az évben azonban az újabb szívproblémái miatt kilépett a Puch-Művek vezetéséből és főként a versenylovainak szentelte magát. 1914 tavaszán visszatért a már részvénytársaságként (Puch-Werke Aktiengesellschaft) működő cég  igazgatótanácsba. A cég ekkor már 1400 embert foglalkoztatott a Grazban lévő üzemében és átfogó programja volt „gépjárművek, motorkerékpárok, sport- és luxusautók, teher- és szállítójárművek, buszok, kisvasúti mozdonymotorok és hordozható fényszórók” gyártására.
Johann Puch 1914 júliusában Zágrábban egy lóversenyt látogatott meg, mikor szívinfarktust kapott és meghalt. 52 évet élt. A stájer kerékpárgyártás megalapítóját a grazi központi temetőben (Grazer Zentralfriedhof / Feld 13b II 5) helyezték örök nyugalomra.

## Emlékezete
- A grazi Eduard Wagnes karmester a tiszteletére írta a Puch-indulót (Puch-Marsch).[14]
- Bad Radkersburg településen a Puch-ház állít annak emléket, hogy Johann Puch itt teljesítette a tanulmányainak egy részét.
- A Magna Holding AG diplomamunkákat támogató díja, melynek egy részét a Puch-Művek átvállalták, Johann Puch tiszteletére az ő nevét viseli.[15]
- Ptuj (Pettau) városában egy híd viseli a nevét (Janez Puh) (Fotók illetve technikai adatok a hídról.)
- Johann Puch után neveztek el Graz városának V. (Gries) és XVII. (Puntigam) kerületeiben egy utcát (Puchstraße), mely az egykori Puch-Werk vasművéhez (ma ipari park) és azon túl a Puntigamer Straßéhoz vezet.
- 1972-ben Wien-Donaustadtban (22. kerület) a Puchgasse vette fel az ő nevét.
- 2012-ben az osztrák posta bocsátott ki egy különbélyeget a kerékpárgyártó portréjával.

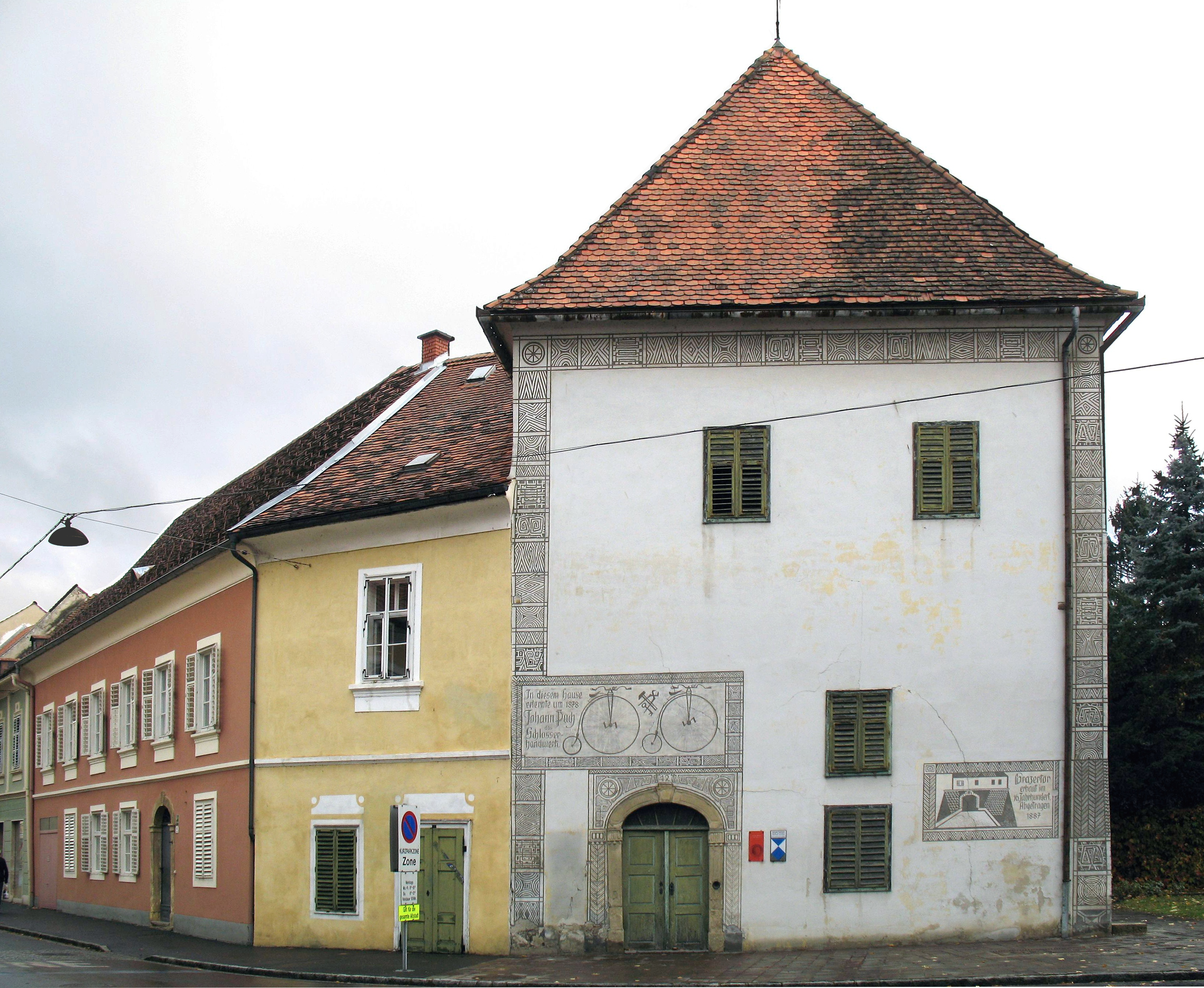
A Bad Radkersburgban lévő Puch-házon egy sgraffito emlékeztet arra, hogy Puch Anton Gerschack ottani műhelyben dolgozott
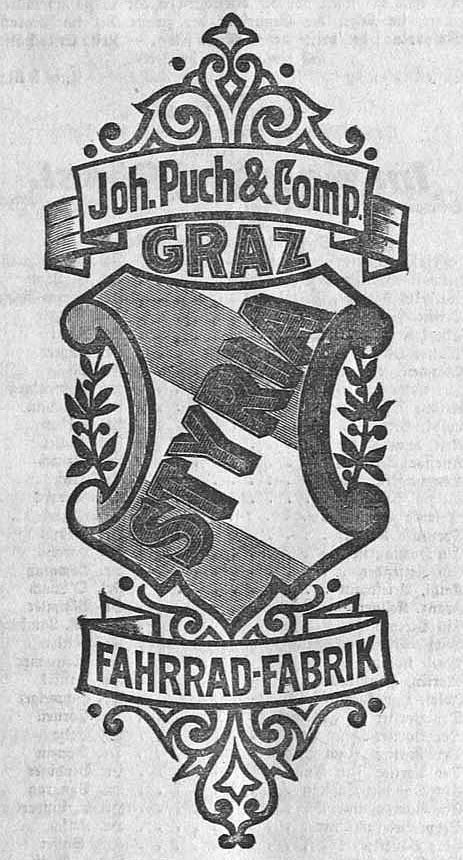
A cég logója 1899-ben
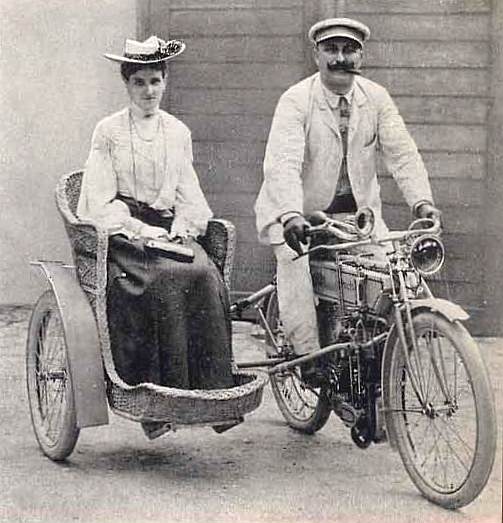
A Puch-házaspár egy saját gyártású oldalkocsis motorkerékpárral
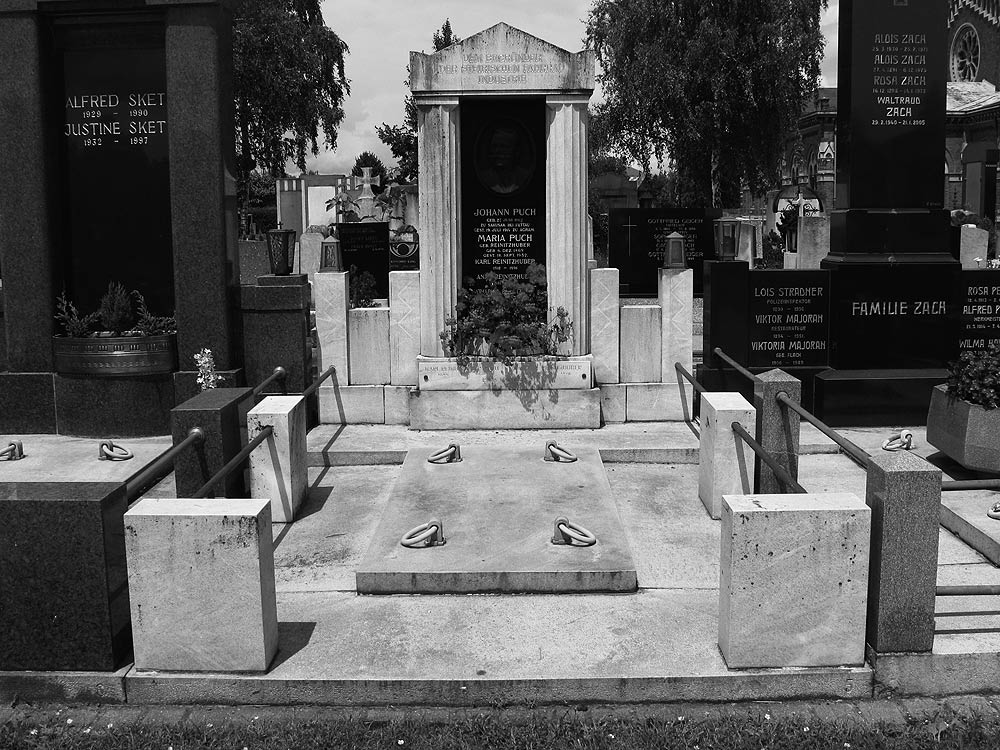
Sírhelye Grazban

## Fordítás
- Ez a szócikk részben vagy egészben  a   Johann Puch című német Wikipédia-szócikk ezen változatának fordításán alapul.  Az eredeti cikk szerkesztőit annak laptörténete sorolja fel. Ez a jelzés csupán a megfogalmazás eredetét és a szerzői jogokat jelzi, nem szolgál a cikkben szereplő információk forrásmegjelöléseként.